# Hiến pháp Pakistan
Hiến pháp Cộng hòa Hồi giáo Pakistan (Urdu: آئین پاکستان), còn được gọi là Hiến pháp năm 1973 là luật tối cao của Pakistan. Được soạn thảo bởi chính phủ của Zulfiqar Ali Bhutto, với sự hỗ trợ bổ sung từ đảng đối lập, nó đã được Nghị viện phê chuẩn vào ngày 10 tháng 4 và được phê chuẩn vào ngày 14 tháng 8 năm 1973.
Hiến pháp nhằm hướng dẫn luật pháp của Pakistan và văn hóa chính trị và hệ thống của nó. Nó xác định nhà nước (sự tồn tại vật lý và biên giới của nó), con người và các quyền cơ bản của họ, luật hiến pháp và mệnh lệnh của nhà nước, cũng như cấu trúc hiến pháp và thành lập các thể chế và lực lượng vũ trang của đất nước. Ba chương đầu tiên thiết lập các quy tắc, nhiệm vụ và quyền hạn riêng biệt của ba nhánh của chính phủ: một cơ quan lập pháp lưỡng viện; một nhánh hành pháp được điều hành bởi Thủ tướng là giám đốc điều hành; và một cơ quan tư pháp liên bang đỉnh cao do Tòa án tối cao. Hiến pháp chỉ định Tổng thống Pakistan là một nghi lễ Nguyên thủ quốc gia là người đại diện cho sự thống nhất của nhà nước. Sáu điều đầu tiên của hiến pháp phác thảo hệ thống hệ thống chính trị là liên bang cộng hòa nghị viện; cũng như Hồi giáo tôn giáo nhà nước. Hiến pháp cũng gói gọn các điều khoản quy định sự tuân thủ của hệ thống pháp luật đối với các lệnh cấm Hồi giáo có trong Kinh Qur'an và Sunnah.
Nghị viện không thể đưa ra bất kỳ luật nào có thể bắt bẻ hoặc trái với Hiến pháp, tuy nhiên bản thân Hiến pháp có thể được sửa đổi bởi hai phần ba đa số ở cả hai viện của Quốc hội lưỡng viện, Không giống như các tài liệu pháp lý trước đây của 1956 và 1962. Nó đã sửa đổi theo thời gian, và những thôi thúc gần đây nhất đối với chính trị nâng cấp và cải cách đã được sửa đổi. Mặc dù được thi hành vào năm 1973, tuy nhiên, Pakistan kỷ niệm việc thông qua hiến pháp vào ngày 23 tháng 3 khi mà lần đầu tiên được ban hành vào năm 1956, mỗi năm là Ngày Cộng hòa.